# پشت هر ستاره‌ای
پشت هر ستاره‌ای (کره‌ای: 연예인 매니저로 살아남기) یک مجموعه تلویزیونی محصول کره جنوبی در سال ۲۰۲۲ به کارگردانی بک سونگ ریونگ و با بازی لی سو جین، کواک سون یونگ و جو هیون یونگ است. این مجموعه بر پایه مجموعه تلویزیونی فرانسوی کارگزار مرا خبر کنید! است و از ۷ نوامبر ۲۰۲۲ روزهای دوشنبه و سه‌شنبه ساعت ۲۲:۳۰ (کی‌اس‌تی) از تی‌وی‌ان برای ۱۲ قسمت پخش شد. پشت هر ستاره‌ای همچنین برای استریم در نتفلیکس در مناطق منتخب قابل دسترسی است. در دسامبر ۲۰۲۲، ساخت فصل دوم این مجموعه تأیید شد.